# إيرتون فايزولاهو
إيرتون فايزولاهو (بالسويدية: Erton Fejzullahu) (9 أبريل 1988 صربيا - ) هو لاعب كرة قدم سويدي، يلعب كمهاجم.

## وصلات خارجية
إيرتون فايزولاهو على موقع الاتحاد الأوربي (الإنجليزية)
- إيرتون فايزولاهو على موقع اتحاد السويد (السويدية)
- إيرتون فايزولاهو على موقع قاعدة بيانات كرة القدم.إي يو (الإنجليزية)
- إيرتون فايزولاهو على موقع ناشيونال فوتبول تيمز (الإنجليزية)
- إيرتون فايزولاهو على موقع Soccerway.com (الإنجليزية)
- إيرتون فايزولاهو على موقع عالم كرة القدم.نت (الإنجليزية)